# Åke Ahnlund
Gustaf Åke Ahnlund, född 19 juli 1896 i Backe, Fjällsjö församling, Jämtlands län, död 16 maj 1955 i  Norsjö kyrkobokföringsdistrikt, Västerbottens län, var en svensk konstnär, verksam i Norsjö 1929–1955.
Han var son till skogsinspektören Adolf Ahnlund och Etta Ahnlund. Han studerade dekorationsmåleri vid Tekniska skolan i Uppsala och bedrev senare privatstudier för Olle Hjortzberg och Gottfrid Kallstenius. Ahnlund medverkade i ett stort antal utställningar i de flesta av Norrlands städer och räknas som en provinsmålare då han huvudsakligen tolkade den västerbottniska naturen med myrar, skogar, sjöar, fjäll och älvar. Dessutom målade han ett mindre antal porträtt och nakenstudier.

## Verk
Ahnlund har bland annat målat altarskåpet  med motivet ”Jesus i Getzemane med knäböjande änglar” i Kåge kyrka. I samma kyrka har han även gjort fler utsmyckningar. Vidare gjorde han dekoren till Josefina Pahlbergs biograf Palladium på Storgatan, som invigdes 1927.